# Itone (Tochter des Lyktios)
Itone (altgriechisch Ἰτώνη Itṓnē) ist eine Gestalt der griechischen Mythologie.
Sie war die Tochter des Lyktios und als Gemahlin des „älteren“ Minos Mutter des Lykastos.
Itone war außerdem ein Beiname der Athena Itonia.